# Ельза Патакі
Éльза Лафуéнте Медіáну (ісп. Elsa Lafuente Medianu; нар. 18 липня 1976; Мадрид, Іспанія); відома як Ельза Патакі — іспанська модель та акторка. Найбільш відома за роллю Єлени Невес у франшизі «Форсаж».

## Біографія
Народилася в Мадриді, в родині Хосе Франсіско Лафуенте, іспанського біохіміка, та Крістіни Патакі Мідіану, публіцистки румунського походження. Має молодшого зведеного брата Крістіана Прієто Медіану, який працює кінорежисером. Ельза використовує прізвище Патакі на честь своєї бабусі угорського походження по материнській лінії Рози Патакі.
Вивчала журналістику й паралельно брала участь в акторських постановках, грала в театрі у складі трупи Анхеля Гутьєрреса.
З 2004 по 2006 рік зустрічалася з французьким актором Міхаелем Юно. До 2009 була в стосунках з Едрієном Броуді. Згодом почала зустрічатися з австралійським актором Крісом Гемсвортом, з яким одружилася наприкінці грудня 2010 року. У шлюбі народила трьох дітей: дочка Індія Роуз і сини-близнюки. У 2015 році сім'я переїхала з Лос-Анджелеса до Байрон-Бей.
У вересні 2012 року Патакі виграла 310 тисяч євро за рішенням Верховного суду Іспанії проти видавничої групи «Ediciones Zeta». У березні 2007 року журнал «Interviu», що належить «Zeta», опублікував фотографії Патакі топлес, зроблені за допомогою довгофокусного об'єктиву, коли вона переодягалася під час фотосесії для журналу «Elle». Група «Zeta» заявила, що подасть апеляцію на це рішення.

## Кар'єра
Кар'єру почала роллю в телевізійному серіалі «Al salir de clase», де зіграла Ракель Алосно. Деякі з її наступних фільмів були спільним виробництвом Великої Британії та Франції, що познайомило її з роботою англійською та французькою мовами. У 2000 році приєдналась до акторського складу телесеріалу «Королева мечів» (англ. Queen of Swords) в ролі сеньйори Віри Гідальго, трофейної дружини Гаспара Гідальго і коханки капітана Грішема.
У 2006 році потрапила на обкладинку серпневого випуску журналу «Maxim». У 2009 році отримала роль Паули Монкади в мексиканському телесеріалі «Mujeres Asesinas». Вона також знялася у неонуарному бойовику «Відправ їх у пекло, Мелоуне» (англ. Give 'Em Hell, Malone). Згодом приєдналась до акторського складу фільму «Форсаж 5: Пограбування в Ріо» у ролі Єлени Невес, напарниці Люка Гоббса, якого зіграв Двейн Джонсон. Була дублеркою Наталі Портман у сцені поцілунку після закінчення титрів у фільмі «Тор: Царство темряви».
У 2018 році знялася в австралійському містичному детективі «Країна припливів» в ролі Едріель Катберт. У 2022 році виконала головну роль у фільмі «Перехоплювач» режисера Метью Райлі.
Ельза Патакі стала жіночим обличчям першої колекції ювелірної лінії «Ultimate Jewel» від «Time Force», знявшись із Кріштіану Роналду.
Ельза Патакі є поліглоткою, володіючи п'ятьма мовами: Іспанською, Французькою, Англійською, Італійською і Румунською.

## Фільмографія
| Рік       |    | Українська назва                   | Оригінальна назва                       | Роль               |
| --------- | -- | ---------------------------------- | --------------------------------------- | ------------------ |
| 1997—1999 | с  |                                    | Al salir de clase                       | Ракель Алонсо      |
| 1997      | ф  |                                    | Solo en la buhardilla                   | Журналістка        |
| 1998      | с  |                                    | Tio Willy                               | Єлена              |
| 1997      | с  |                                    | La vida en el aire                      | Барбі              |
| 2000      | ф  |                                    | El arte de morir                        | Кандела            |
| 2000      | с  | Центральна лікарня                 | Hospital Central                        | Марібель           |
| 2000—2001 | с  | Королева мечів                     | Queen of Swords                         | Віра Гідальго      |
| 2000      | ф  |                                    | Menos es más                            | Діана              |
| 2000      | ф  |                                    | Tatawo                                  | Бланка             |
| 2001      | ф  |                                    | Noche de reyes                          | Марта Куспінеда    |
| 2001      | ф  | Нема вістей від Бога               | Sin noticias de Dios                    | Офіціантка         |
| 2002      | ф  |                                    | Peor imposible, ¿Qué puede fallar?      | Фатіма             |
| 2002      | тф |                                    | Clara                                   | Клара              |
| 2002      | с  |                                    | Paraíso                                 | Луїза              |
| 2003      | с  |                                    | 7 vidas                                 | Крістіна           |
| 2003      | ф  |                                    | Atraco a las 3 y media                  | Катя               |
| 2003      | ф  |                                    | El furgón                               | Ніна               |
| 2003—2004 | с  |                                    | Los Serrano                             | Ракель Альбаладехо |
| 2003      | ф  | Повернення реаніматора             | Beyond Re-Animator                      | Лаура Олні         |
| 2004      | ф  |                                    | Tiovivo c. 1950                         | Бальбіна           |
| 2004      | ф  | Ромасанта: Полювання на перевертня | Romasanta                               | Барбара            |
| 2005      | ф  |                                    | Iznogoud                                | Прехті-Оухман      |
| 2005      | ф  |                                    | Ninette                                 | Алехандра Нінетт   |
| 2005      | тф |                                    | Cuento de Navidad                       | Éкран              |
| 2006      | ф  | Зміїний політ                      | Snakes on a Plane                       | Марія              |
| 2007      | ф  | Підручник любові — 2: Історії      | Manuale d'amore 2 (Capitoli successivi) | Чечилія            |
| 2008      | ф  |                                    | Máncora                                 | Сімена Сааведра    |
| 2008      | ф  | На скейті від смерті               | Skate or Die                            | Дані               |
| 2008      | ф  |                                    | Santos                                  | Лаура Луна         |
| 2009      | ф  | Джалло                             | Giallo                                  | Селін              |
| 2009      | с  |                                    | Mujeres asesinas                        | Паула Монкада      |
| 2009      | ф  | Відправ їх у пекло, Мелоуне        | Give 'Em Hell, Malone                   | Евелін             |
| 2010      | ф  | Гарний малий                       | Mr. Nice                                | Ільза Кадеґіс      |
| 2010      | ф  |                                    | DiDi Hollywood                          | Діана «Ді Ді» Діаз |
| 2011      | мф | Сніжок                             | Copito de nieve                         | Відьма Півночі     |
| 2011      | ф  |                                    | Where the Road Meets the Sun            | Мішель             |
| 2011      | ф  | Форсаж 5: Пограбування в Ріо       | Fast Five                               | Єлена Невес        |
| 2011      | ф  |                                    | La importancia de ser Ornesto           | Ельза              |
| 2013      | ф  |                                    | The Wine of Summer                      | Вероніка           |
| 2013      | ф  | Всі речі для всіх людей            | All Things to All Men                   | Софія Петерс       |
| 2013      | ф  | Форсаж 6                           | Fast & Furious 6                        | Єлена Невес        |
| 2015      | ф  | Форсаж 7                           | Furious 7                               | Єлена Невес        |
| 2017      | ф  | Форсаж 8                           | The Fate of the Furious                 | Єлена Невес        |
| 2018      | ф  | 12 мужніх                          | 12 Stron                                | Джин Нельсон       |
| 2018      | с  | Країна припливів                   | Tidelands                               | Едріель Катберт    |
| 2022      | ф  | Перехоплювач                       | Interceptor                             | Джей Коллінз       |
| 2022      | ф  | Тор: Любов і грім                  | Thor: Love and Thunder                  | Вовчиця            |
| 2022      | ф  |                                    | Carmen                                  | Габріель           |
| 2022      | ф  |                                    | Poker Face                              | Пенелопа           |